# Gaál Ferenc (festő)
Gaál Ferenc (Debrecen, 1891. szeptember 12. – Los Angeles, 1956. augusztus 11.) impresszionista festőművész.

## Életpályája
Gál (Gaál) János asztalos és Sárközi Júlia fiaként született evangélikus családban. 1911–1914 között és 1917–1918-ban a Képzőművészeti Főiskolán tanult. Mesterei voltak Balló Ede, Edvi Illés Aladár és Bosznay István, illetve a szolnoki művésztelepen is alkotott. 1920-ig a Műegyetem tanársegédje. 1920–1925 között tanulmányutakat tett Olaszországban, Németországban és Franciaországban. A Szépművészeti Főiskola igazgatója volt.
A Munkácsy-céh, a Magyar Képzőművészek Egyesülete tagja volt. Gyűjteményes kiállításai voltak 1923-ban és 1934-ben Budapesten (Ernst Múzeum), 1925-ben Amszterdamban, 1927-ben és 1930-ban Debrecenben. Elsősorban életképeket, tájképeket és alakokat festett. Művei többek között a Déri Múzeumban, és a Magyar Nemzeti Galériában találhatóak meg.
Felesége Holtzman Frederika volt, akivel 1919. április 23-án Budapesten, a Terézvárosban kötött házasságot.

## Díjai, elismerései
- A lipótvárosi kaszinó díja (1919)
- Balatoni Társaság díja (1922)
- Halmos Izidor-díj (1928)
- Balló Ede-díj (1935)
- Egyesületi aranyérem (1939)
- hg. Esterhází-életképdíj (1941)

## Művei
- Kukoricatörők
- A Vajdahunyad vár kapuja
- Aktok a szabadban
- Tavaszi fények a parkban
- Folyóparti táj
- 1932 Falusi ház udvarán